# Ernesto Ibáñez Rizo

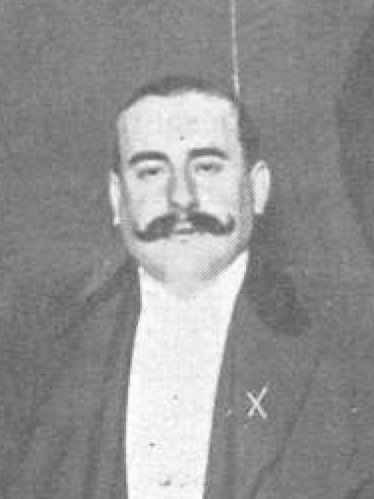
Ernesto Ibáñez Rizo en Madrid en 1910

Ernesto Ibáñez Rizo (Castellón de la Plana, 1875 - Algeciras, 1944) fue un abogado y político español.

## Biografía
Se licenció en Derecho en 1898, colaboró en El Correo de Valencia y fue decano del Colegio de Abogados de Valencia. Se afilió al Partido Liberal de la mano de José Canalejas, con el que fue alcalde de Valencia entre febrero de 1910 y agosto de 1911, período durante el cual hizo construir el Mercado Central y la sede del Banco de Valencia. Fue elegido diputado al Congreso por el distrito electoral de Gandia en las elecciones de 1916 y por Valencia en las de 1920, después de que fuera anulada la candidatura de Luis García Guijarro. Fue también cónsul de Portugal en Valencia.